# Schola Cantorum Weimar
Die Schola Cantorum Weimar ist ein großer Kinder- und Jugendchor in Thüringen mit über zweihundert jungen Sängerinnen und Sängern. Sie wurde 2002 in Weimar gegründet. Die Kinder und Jugendlichen proben in sieben altersentsprechenden Teilchören. Dirigentin und Leiterin ist Cordula Fischer.

## Beschreibung
Kern der musikalischen Förderung im Chor sind neben Stimmbildung die regelmäßigen Proben in verschiedenen Alters- und Leistungsstufen. Die Ausbildung beginnt oft im Grundschulalter spielerisch mit Bewegung und Gesang und endet im Jugendchor meist mit Schulabschluss. Mehrere Preise wurden bei überregionalen Chorwettbewerben erlangt. Als Gastgeber luden die Chöre zum 1. Kinderchorfestival „StimmenKlangRaum“ nach Weimar ein.
Die Schola Cantorum Weimar tritt regelmäßig in Konzerten, auf Festivals und in Operninszenierungen auf. Sie wirkt häufig bei Inszenierungen des Deutschen Nationaltheaters Weimar mit (zuletzt Humperdincks Hänsel und Gretel und Ein Traumspiel des schwedischen Komponisten Ingvar Lidholm) und ist vielfach Gast bei Chorfestivals wie z. B. 2012 in Söhlde und 2013 beim Deutschen Chorfestival in Zwickau (u. a. Mitwirkung bei Carmina Burana unter Leitung von Howard Arman).
Die Schola Cantorum Weimar ist Mitglied im Verband Deutscher Konzertchöre (VDKC). 
Die Geschäftsstelle ist in der Notenbank in der Steubenstraße 15.

## Auszeichnungen
- 2019 – Publikumspreis und Gewinner der offenen Kategorie beim 35. Internationalen Kammerchorwettbewerb in Takarazuka/Japan | Jugendkammerchor
- 2018 – 1. Platz beim Deutschen Chorwettbewerb in Freiburg/Breisgau | Kinderchor
- 2018 – 3. Platz beim Deutschen Chorwettbewerb in Freiburg/Breisgau | Jugendchor
- 2017 – 1. Preis beim 7. Landeschorwettbewerb in Sondershausen | Kinderchor
- 2017 – 3. Preis beim 7. Landeschorwettbewerb in Sondershausen | Nachwuchschor
- 2017 – Sonderpreis für die beste Leistung beim 7. Landeschorwettbewerb in Sondershausen | Kinderchor
- 2014 – 2. Preis beim Deutschen Chorwettbewerb in Weimar | Kinderchor
- 2013 – 1. Preis beim Landeschorwettbewerb Thüringen in Sondershausen | Kinderchor
- 2012 – 1. Preis beim 1. Thüringer Kinderchortreffen Choralie | Kinderchor
- 2012 – 1. Preis beim 1. Thüringer Kinderchortreffen Choralie | Nachwuchschor
- 2011 – 2. Preis beim 5. Erwitter Kinder-  und Jugendchorwettbewerb | Kinderchor
- 2010 – 2. Preis beim 8. Deutschen Chorwettbewerb 2010 in Dortmund[2] | Kinderchor
- 2009 – 1. Preis beim Landeschorwettbewerb Thüringen | Kinderchor

## Musikaufnahmen
- „Hänsel und Gretel“, Staatskapelle Weimar, Martin Hoff, 2013
- „gut gestimmt?“, 2011

## Mitwirkung an Inszenierungen
- Werther, Deutsches Nationaltheater Weimar, Spielzeit 2013/14[3]
- Hänsel und Gretel, Deutsches Nationaltheater Weimar, Spielzeit 2012/13 und 2013/14[4]
- Ein Traumspiel, Deutsches Nationaltheater Weimar, Spielzeit 2012/13